# Мидлтонская железная дорога
Мидлтонская железная дорога (англ. Middleton Railway) — старейшая в мире общественная железная дорога, без перерывов работающая с 1758 года. В настоящее время является исторической железной дорогой, которой с 1960 года управляют волонтёры из фонда Middleton Railway Trust Ltd.
Дорога осуществляет пассажирские перевозки в выходные и праздничные дни по линии протяжённостью приблизительно в 1,6 км (1 миля) между станциями Мур-Роуд в Ханслете, южном районе Лидса (Англия), где расположена администрация дороги, и Парк-Халт на окраине Мидлтонского парка.

## История

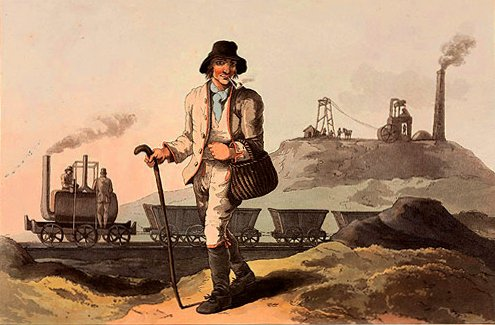
Мидлтонская железная дорога и шахта

Добыча угля велась в Миддлтоне с XIII века, сначала из открытых ям, а затем из штолен. Уголь поставлялся в Лидс, при этом Мидлтонское месторождение Чарльза Брендлинга (англ. Charles Brandling) проигрывало конкуренцию Фентонам из Ротвелла, которые могли транспортировать уголь по реке Тайн. Управляющий добычей Ричард Хамбл (англ. Richard Humble) предложил исправить этот недостаток, построив дорогу для вагонов, сходную с теми, что использовались на северо-востоке страны, откуда он был родом. Первая дорога появилась в 1755 году, она пролегла по землям Брендлинга и его соседей до пристани у Туэйтских ворот.
В 1757 году Хамбл предложил построить дорогу напрямую до Лидса, и чтобы сделать её постоянной, Брэндлин стал добиваться принятия парламентского акта о строительстве железной дороги «в целях улучшения снабжения города и окрестностей Лидса в графстве Йорк углём».
Мидлтонская дорога стала первой, утверждённой парламентским актом. Дешёвый уголь из Мидлтона начал поступать к причалу Стейт у Кассон-Клоуз в Лидсе. Брендлингу принадлежала лишь часть земли под дорогой, и по парламентскому акту он получал возможность использовать оставшуюся, выплачивая компенсацию владельцам. В остальном это был целиком частный проект. Изначально для перевозки использовались лошади, таскавшие вагоны по деревянным рельсам. Примерно в 1799 году были проложены железные рельсы с шириной колеи 1245 мм (4 фута 1 дюйм).
Благодаря дешёвому углю из Мидлтона в Лидсе стабильно развивалась промышленность, связанная с использованием угля как источника тепла: гончарное, стекольное, кирпичное, пивоваренное и другие производства, а также обработка металлов. Появлялись фабрики, использовавшие машины, работавшие на угле.

## Переход на пар

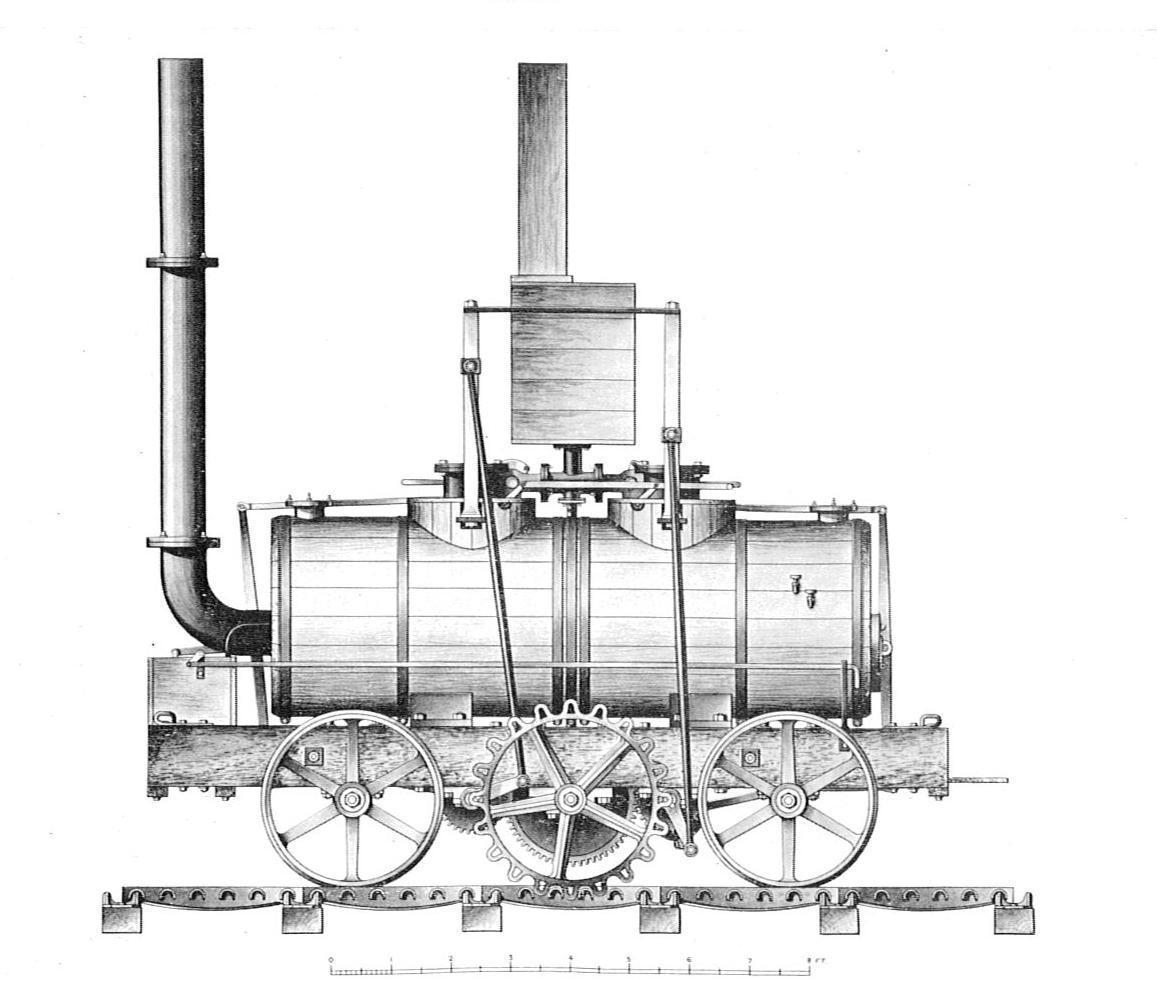
Паровоз «Саламанка»

В 1812 году Мидлтонская железная дорога стала первой коммерческой дорогой, успешно перешедшей на использование паровой тяги. Однако управлявший шахтами Джон Бленкинсоп (англ. John Blenkinsop) считал, что сравнительно легкая, чтобы не сломать чугунные рельсы, паровая машина не будет обеспечивать достаточное трение, чтобы тянуть тяжелые вагоны в крутой подъём железнодорожных путей. Соответственно, он добавил с одной стороны дороги зубчатый рельс, который запатентовал в 1811 году (так дорога стала первой зубчатой железной дорогой в мире), и обратился к Мэтью Мюррею (англ. Matthew Murray) из компании Fenton, Murray and Wood, располагавшейся Холбеке, с заданием сконструировать локомотив с ведущей шестернёй под проложенный рельс. Мюррей взял за основу конструкцию паровоза «Поймай меня, кто сможет» Ричарда Тревитика, приспособив её к Мидлтонской дороге. Считается, что локомотив получил название «Саламанка». Появившийся в 1812 году, он стал первым в мире двухцилиндровым локомотивом. Цилиндры через кривошипы, расположенные под прямым углом, чтобы исключить «мёртвое» положение, и зубчатые колёса приводили в движение ведущую шестерню.
«Саламанка» стала первым успешно эксплуатировавшимся коммерческим паровозом. Для Мидлтонских шахт было построено ещё три экземпляра, и дорога работала на паровозной тяге более 20 лет. Дороге принадлежат и другие приоритеты. Будучи первой линией, использующей паровозы на регулярной основе, она дала работу первому профессиональному машинисту. Им стал бывший угольщик Джеймс Хьюитт (англ. James Hewitt), обученный машинистом-испытателем компании Fenton, Murray & Wood. Первым представителем общественности, погибшим под колёсами локомотива, стал, по всей видимости, 13-летний мальчик по имени Джон Брюс (англ. John Bruce), сбитый поездом в феврале 1813 года во время бега вдоль путей. Leeds Mercury писала, что это «должно стать предупреждением для всех».

## Взрывы котла и возвращение лошадей
28 февраля 1818 года на «Саламанке» взорвался котёл, убив машиниста, которого силой взрыва отбросило в поле «на сотню ярдов». Причиной стали манипуляции машиниста с предохранительными клапанами. Следующий взрыв произошел 12 февраля 1834 года, и вновь погиб машинист. На этот раз причиной, скорее всего, был сильный износ котла, который ремонтировали кустарно и без достаточного понимания из-за смерти Бленкинсопа. Погибшим оказался Джеймс Хьюитт, первый в мире профессиональный машинист. На следующий год дорога перешла на конную тягу.

## Возвращение пара
Паровозная тяга была восстановлена в 1866 году, когда в эксплуатацию поступили танковые паровозы местной фирмы Manning Wardle. В 1881 году дорога была переведена на стандартную колею 1435 мм, что позволило подсоединить её к Midland Railway. Дополнительные ветки соединили её с Great Northern Railway (GNR) в 1899 году и подъездными путями других предприятий, включая Robinson & Birdsell’s scrapyard и Clayton, Sons & Co’s engineering works. The Middleton Estate & Colliery Co в 1947 году была национализирована и стала частью National Coal Board. Была проведена оптимизация грузопотока: причал в центре города на Кидакр-стрит закрыли, доставку угля продолжили по участку, соединявшему GNR с шахтой Брум-Пит. Тогдашние владельцы дороги, Messrs. Clayton, Son & Co, позволили волонтёрам, в основном из Лидского университета, стремившимся сохранить дорогу как исторический объект, использовать заброшенную часть линии, между Мур-роуд и соединением с GNR. Когда шахту закрыли в 1968 году, образовавшийся к тому времени фонд сохранения дороги Middleton Railway Trust смог восстановить и поддерживать непрерывную работу линии.

## Историческая дорога

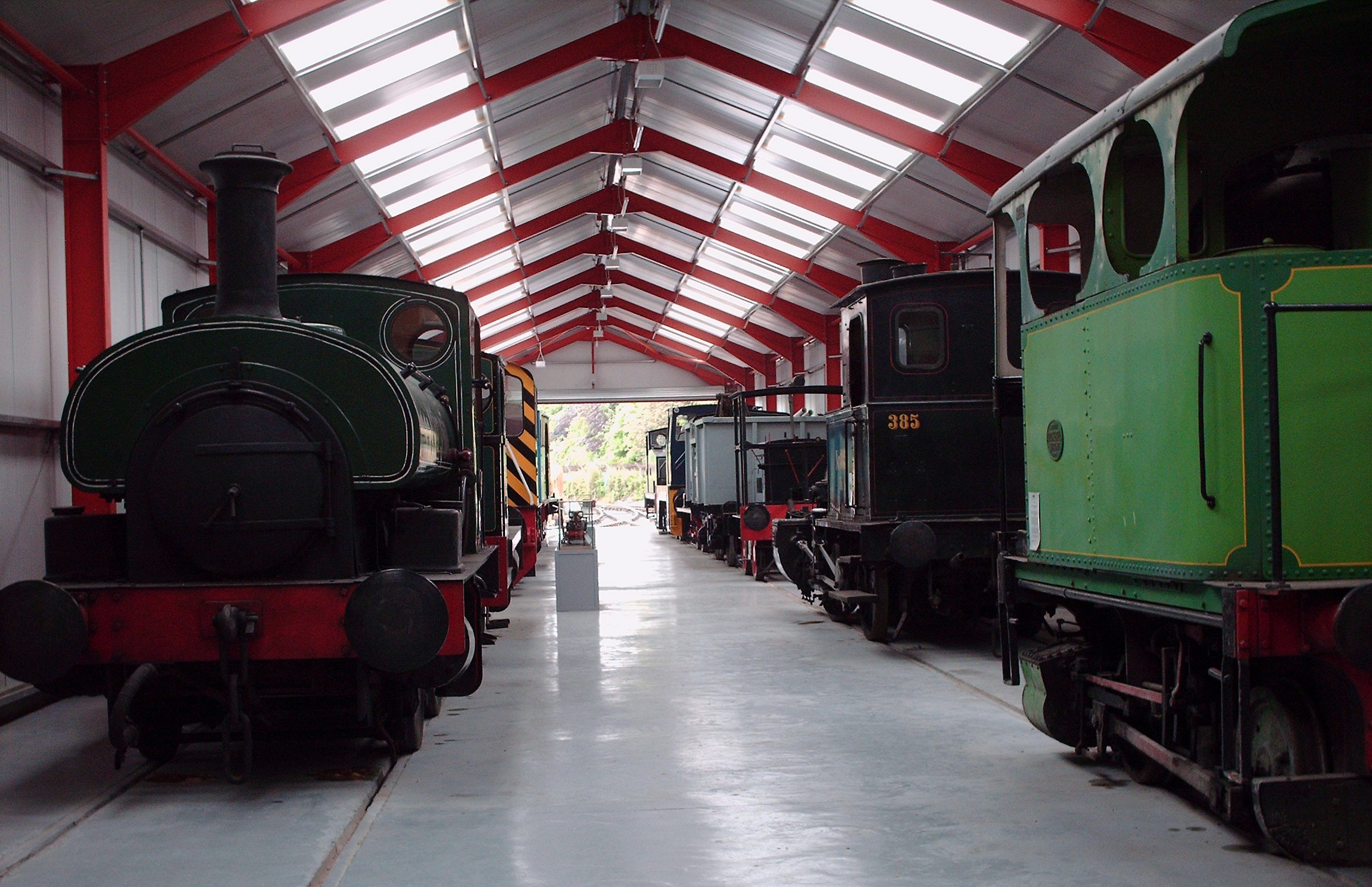
Музей локомотивов

В июне 1960 года Мидлтонская железная дорога стала первой железной дорогой стандартной колеи, полностью управляемой волонтёрами. Пассажирские перевозки первоначально продлились только одну неделю, для движения использовался двухэтажный трамвайный вагон с железной дороги Суонси и Мамблза, самый вместительный в Британии, на 106 пассажиров. Его тянул тепловоз 1931 года изготовления, позаимствованный у местной компании Hunslet Engine Company. В дальнейшем с сентября 1960 года до 1983 года по дороге осуществлялись грузовые перевозки.
В 1969 году началось регулярное пассажирское сообщение.
В коллекцию локомотивов Мидлтонской железной дороги вошли экземпляры, построенные на Джек-лейн в районе Ханслет в южной части Лидса компаниями John Fowler & Co., Hudswell Clarke, Hunslet Engine Company, Kitson & Co. и Manning Wardle. В том числе здесь находится паровоз Sir Berkeley, который участвовал в съёмках телевизионной экранизации книги «Дети железной дороги» (англ. The Railway Children), созданной Би-би-си в 1968 году. Владельцем локомотива является фонд Vintage Carriages Trust из Ингроу, пригорода Китли.

## Маршрут и станции
|  |  |  |

|  |

|  |  |  |

|  |  |  |

|  |  |  |

|  |

|  |  |  |

|  |  |  |

|  |  |  |

|  |  |  |

|  |  |  |

|  |

|  |

|  |

|  |  |  |

|  |  |  |

|  |

|  |  |  |

|  |

|  |

| между спортцентром и        |
| старшей школой южного Лидса |

|  |  |

|  |  |

|  |  |

|  |

|  |

|  |

Хотя действующая часть линии начинается от станции Мур-Роуд, в действительности она тянется от ветки Balm Road Branch, которая соединяет Мидлтонскую железную дорогу с участком Лидс — Шеффилд Халлемской и Понтефрактской линий. Однако выход на основную сеть был заблокирован, он не используется с 1990 года. Закрытый участок пересекает Беза-роуд, Тулип-стрит и Мур-роуд и используется только по особым случаям, так как для регулярного движения требуется модернизация существующих переездов.
В нескольких метрах от пересечения с Мур-роуд находится главный терминал линии — станция Мур-Роуд. Здесь расположены паровозный музей и мастерские. Для прибытия и отправления поездов используется одна платформа. Прежде дорога здесь разветвлялась на линию к магистральному пути и линию к угольному причалу на Кидакр-стрит в центре города.
От Мур-Роуд до тоннеля под автотрассой на боковых путях хранятся паровозы и вагоны. Единственный туннель на линии проходит под автомагистралью M621. Его длина около 80 м. Сразу после тоннеля начинается Дартмутская ветка, некогда соединявшая местные металлургические предприятия. Она также используется по особым случаям, а в последние годы является учебной линией для работников главного пути. Эта ветка расположена недалеко от бывшего соединения с Great Northern Railway.
После Дартмутской ветки пути входят в Мидлтонский парк. Линия продолжается мимо Спортивного центра имени Джона Чарльза справа и Кокбернской академии имени Джона Чарльза слева. На этом участке над рельсами имеется два моста: автомобильный с подъездной дорогой к спортивному центру и пешеходный, соединяющий спортивный центр и академию.
Недалеко от шахты Брум-Пит, на краю Мидлтонского парка находится станция Парх-Халт, в настоящее время являющаяся вторым окончанием линии. Дальше в прежнее время вели другие ветки и канатные дороги, остатки которых сохранились до настоящего времени. Станция состоит из платформы и объездного пути, позволяющего перецеплять локомотив.
В течение нескольких лет обсуждается продолжение линии в Мидлтонский парк, однако это план требует серьёзных земляных работ и значительного финансирования.

## Подвижной состав

### Паровозы
| Номер / название                                 | Серия                              | Изготовитель                | Примечания | Изображение |
| Действующие                                      | Действующие                        | Действующие                 | Действующие | Действующие |
| ------------------------------------------------ | ---------------------------------- | --------------------------- | --- | ----------- |
| 1310                                             | NER Class H / LNER Class Y7 0-4-0T | Gateshead Railway Works     | В эксплуатации с октября 2011 года. Сертифицирован до 2021 года. |             |
| 1544 Slough Estates No. 3                        | 0-6-0ST                            | Hudswell Clarke             | Построен в 1924 году. Передан с Swindon and Cricklade Railway в ноябре 2011 года. Сертифицирован до 2021 года.                                                                  |             |
| 1601 Matthew Murray                              | L Class 0-6-0ST                    | Manning Wardle              | В эксплуатации с июня 2010 года. Сертифицирован до 2020 года. |             |
| 2387 Brookes No.1                                | 0-6-0ST                            | Hunslet Engine Company      | Прежний сертификат истёк в 2009 году. После капитального ремонта на средства Heritage Lottery Fund вернулся в эксплуатацию в августе 2017 года. Сертифицирован до 2027 года.    |             |
| На ремонте/реставрации                           |                                    |                             | |             |
| LNER No. 54 / BR No. 68153 / Departmental No. 57 | LNER Class Y1 0-4-0VBT             | Sentinel Waggon Works       | Находился на реставрации с предполагаемой датой возвращения в эксплуатацию в конце 2017 года.                                                                                   |             |
| 1493 No. 11                                      | 0-4-0ST                            | Hunslet Engine Company      | На реставрации |             |
| 3860 No. 6                                       | 0-4-0ST                            | Hawthorn Leslie and Company | Эксплуатировался Portland cement в Суонсомбе, графство Кент. На реставрации, которая финансируется за счет пожертсований.                                                       |             |
| Статическая экспозиция                           |                                    |                             | |             |
| 385                                              | Chemnitz 0-4-0WT                   | Richard Hartmann            | Ранее принадлежал Danske Statsbaner (DSB). Эксплуатировался до 1999. Входит в музейную экспозицию.                                                                              |             |
| 1210 Sir Berkeley                                | L Class 0-6-0ST                    | Manning Wardle              | Сертификат истёк в начале 2017 года. Принадлежит Vintage Carriages Trust. |             |
| 1309 Henry De Lacy II                            | 0-4-0ST                            | Hudswell Clarke             | Прошёл косметическую реставрацию. Входит в музейную экспозицию. |             |
| 1369 M.S.C. No.67                                | 0-6-0T                             | Hudswell Clarke             | Эксплуатировался с 2002 года после расточки цилиндров. Сертификат истёк 1 января 2012 года, после чего паровоз был помещён в музейную экспозицию. Ожидает капитального ремонта. |             |
| 1882 Mirvale                                     | 0-4-0ST                            | Hudswell Clarke             | Находится в музейной экспозиции. |             |
| 2103                                             | 0-4-0ST                            | Peckett and Sons            | Эксплуатировался на Croydon Power Station B. |             |
| На хранении                                      |                                    |                             | |             |
| 1540 Picton                                      | 2-6-2T                             | Hunslet Engine Company      | Эксплуатировался на плантации сахарного тростника на Тринидаде. Перевезён в Англию и ожидает консервации. В 2016 году для защиты паровоза был выстроено специальное укрытие.    |             |
| 1684                                             | 0-4-0T                             | Hunslet Engine Company      | Эксплуатировался на Kilmersdon Colliery в Соммерсете. |             |
| 2003 John Blenkinsop                             | 0-4-0ST                            | Peckett and Sons            | На хранении в ожидании капитального ремонта. Проходит косметический ремонт на Ribble Steam Railway.                                                                             |             |
| 5469 Conway                                      | 0-6-0ST                            | Kitson and Company          | Эксплуатировался Northamptonshire Ironstone Railway. Проходит косметический ремонт в Shildon Locomotion Museum.                                                                 |             |
| Источники:                                       |                                    |                             | |             |

### Тепловозы и электровозы
| Номер / название   | Серия                            | Изготовитель           | Примечания | Изображение |
| Действующие        | Действующие                      | Действующие            | Действующие | Действующие |
| ------------------ | -------------------------------- | ---------------------- | --- | ----------- |
| 45                 | 0-6-0DM                          | Hudswell Clarke        | Прибыл в сентябре 2017 года с East Somerset Railway. |             |
| D577 Mary          | 0-4-0DM                          | Hudswell Clarke        | Построен в 1932 году. |             |
| D631 Carroll       | 0-4-0DM                          | Hudswell Clarke        | Редко используется из-за неспособности тянуть оба вагона дороги. |             |
| 1697 John Alcock   | LMS diesel shunter 7051 0-6-0DM  | Hunslet Engine Company | Первый локомотив Middleton Railways Trust. |             |
| 1786 Courage       | 0-4-0DM                          | Hunslet Engine Company | Назван в честь пивоварне, на которой эксплуатировался. Известно другое имя — Sweet Pea. Из-за отказа вакуумного тормоза может работать только в связке с другим локомотивом.                                                                             |             |
| 5003 Austins No. 1 | 0-4-0DM                          | Peckett and Sons       | Построен в 1961 году. Приобретён в 2001 году. |             |
| D2999 Alf          | British Rail Class D2/11 0-4-0DE | Brush/Beyer Peacock    | Эксплуатируется с 2015 года. |             |
| 4220033 Harry      | 0-4-0DM                          | John Fowler & Co.      | Эксплуатируется с 2016 года. |             |
| Недействующие      |                                  |                        | |             |
| 6981               | 0-4-0DM                          | Hunslet Engine Company | Проходит косметический ремонт и модернизацию для последующего использования для пассажирских перевозок. Приобретён в 2011 году. |             |
| 420452             | Coke Oven locomotive             | Greenwood and Batley   | Электровоз. Построен в 1979 году. Находится в статической экспозиции на открытом воздухе. |             |
| DB998901 Olive     | Overhead Line Inspection Vehicle | Drewry Car Co.         | Построен в 1950 году. Эксплуатировался British Railways (восточный регион) и British Rail Research Division. Приобретён в 1997 году. В 2016 году бал подожжён на станции Мур-Роуд, в настоящее время проходит капитальный ремонт во внешней организации. |             |
| 3900002            | 0-4-0DM                          | John Fowler & Co.      | Находится в музейной экспозиции. |             |
| Источники:         |                                  |                        | |             |

### Трамваи
После закрытия Железной дороги Суонси и Мамблза в Южном Уэльсе были предприняты попытки сохранить часть подвижного состава на Мидлтонской железной дороге. Один вагон (№ 2) был приобретён представителями Лидского университета. Однако из-за сильных повреждений и случившегося пожара его восстановление стало невозможным, и трамвай был сдан на металлолом.
| Номер / название | Серия                                 | Изготовитель             | Примечания             | Изображение |
| Утрачен          | Утрачен                               | Утрачен                  | Утрачен                | Утрачен     |
| ---------------- | ------------------------------------- | ------------------------ | ---------------------- | ----------- |
| № 2              | Двухэтажный трамвай на 106 пассажиров | Brush Electrical Company | Построен ок. 1929 года |             |

### Вагоны
| Номер / название    | Серия                | Изготовитель                              | Примечания | Изображение         |
| Пассажирские вагоны | Пассажирские вагоны  | Пассажирские вагоны                       | Пассажирские вагоны | Пассажирские вагоны |
| ------------------- | -------------------- | ----------------------------------------- | --- | ------------------- |
| 1867                | PMV Standard Brake   | Southern Railway                          | Перестроен из SR PMV Van. Установлены обогреватели. |                     |
| 2084                | PMV Standard Trailer | Southern Railway                          | Перестроен из SR PMV Van. Установлены обогреватели. |                     |
| 1074                | PMV Standard Brake   | Southern Railway                          | Перестроен из SR PMV Van. Установлены обогреватели, обеспечен доступ для маломобильных лиц                                                                           |                     |
| 860E                | Brake Van            | Birmingham Railway Carriage & Wagon works | Построен по проекту North Eastern Railway. Вместимость 10 пассажиров. Часто используется по выходным и в составе поезда Санта-Клауса. Оборудован вакуумным тормозом. |                     |
| 158760              | LMS Brake Van        | LMS (Derby)                               | Проходит реставрацию в мастерской Мур-Роуд |                     |
| Источники:          |                      |                                           | |                     |